# Odette Vans
Odette Vans, nombre artístico de Odette Tomicic (Croacia, 27 de julio de 1995), es una influencer y personalidad televisiva española, quien dio el salto a la fama en 2019 por competir en el programa de telerrealidad Supervivientes.

## Primeros años
Odette nació en Croacia el 27 de julio de 1995, y a la edad de 5 años se mudó junto a su familia a Vitoria, después de que los servicios sociales croatas trataran de quitarles a sus padres la custodia debido a sus problemas con las drogas. Creció siendo la mayor de 5 hermanos.

## Carrera
A los 16 años de edad Odette abrió su propio canal de YouTube, donde se dedicaba a subir tutoriales de maquillaje.
En 2018 apareció como invitada en el programa de entrevistas Viajando con Chester, presentado por Risto Mejide. Un año después, en 2019, saltó a la fama tras competir en el programa de telerrealidad español Supervivientes, en el que finalmente fue la sexta expulsada.
En octubre de 2023 protagonizó la campaña publicitaria "Be Yourself" de la marca de productos de belleza Essence, que fue mostrada en las calles de Madrid, Barcelona, Valencia, Sevilla, Málaga y Bilbao entre octubre y noviembre de ese mismo año.
El 21 de febrero de 2024 Odette salió del armario a través de redes sociales como una mujer trans, y anunció el lanzamiento de su videopodcast documental Siempre fui Odette, en el que narra toda su vida desde su más temprana infancia, así como su transición de género.

## Filmografía

### Televisión
| Año  | Título               | Papel       | Notas         |
| ---- | -------------------- | ----------- | ------------- |
| 2017 | Snacks de tele       | Ella misma  | 2 episodios   |
| 2018 | Viajando con Chester | Ella misma  | 1 episodio    |
| 2019 | Supervivientes       | Concursante | 6.º Expulsada |
| 2024 | Siempre fui Odette   | Ella misma  | 3 episodios   |

### Podcasts
| Año  | Título              | Papel    | Notas      |
| ---- | ------------------- | -------- | ---------- |
| 2018 | Las Uñas            | Invitada | 1 episodio |
| 2022 | Animales Humanos    | Invitada | 1 episodio |
| 2023 | Special People Club | Invitada | 1 episodio |